# Weinmannia rollottii
Weinmannia rollottii là một loài thực vật có hoa trong họ Cunoniaceae. Loài này được Killip miêu tả khoa học đầu tiên năm 1926.